# Robin Boissevain
Robin Boissevain, né le 29 décembre 1996 à Amsterdam, est un acteur et réalisateur néerlandais.

## Filmographie
- 2010 : De Troon (nl) : Guillot
- 2013 : Spijt! de Dave Schram : David[2]
- 2014 : MEES
- 2014 : Escapade : Quint
- 2015 : Gouden Bergen (nl) : Joris
- 2015 : De Masters : Joris
- 2017 : Well Trusty : Joost 2
- 2017 : Wk Cavia de Maria Philips[3]
- 2025 : iHostage de Bobby Boermans : Lucas

### Réalisateur
- 2015 : Parnassus (nl)[4]
- 2016 : Woody Gold[5]